# Dipoena hortoni
Dipoena hortoni là một loài nhện trong họ Theridiidae.
Loài này thuộc chi Dipoena. Dipoena hortoni được Arthur Merton Chickering miêu tả năm 1943.